# Südkoreanische Badmintonmeisterschaft 1964
Die Südkoreanische Badmintonmeisterschaft 1964 fand in Seoul statt. Es war die sechste Austragung der nationalen Titelkämpfe von Südkorea im Badminton.	

## Finalergebnisse
| Disziplin    | Sieger                     | Finalist                   | Ergebnis |
| ------------ | -------------------------- | -------------------------- | -------- |
| Herreneinzel | Ahn Douck                  | Mo Chang-joon              | 2-0      |
| Dameneinzel  | Lee Kyung-suk              | Park Jin-soo               | 2-1      |
| Herrendoppel | Nha Dae-soung Ahn Douck    | Jang Seo-rin Nha Hyung-soo | 2-0      |
| Damendoppel  | Lee Kyung-suk Kim Seo-woon | Park Jin-soo Kim Kwang-ja  | 2-0      |
| Mixed        | Nha Dae-soung Kim Kwang-ja | keine Daten                |          |